# Bernard Pyne Grenfell

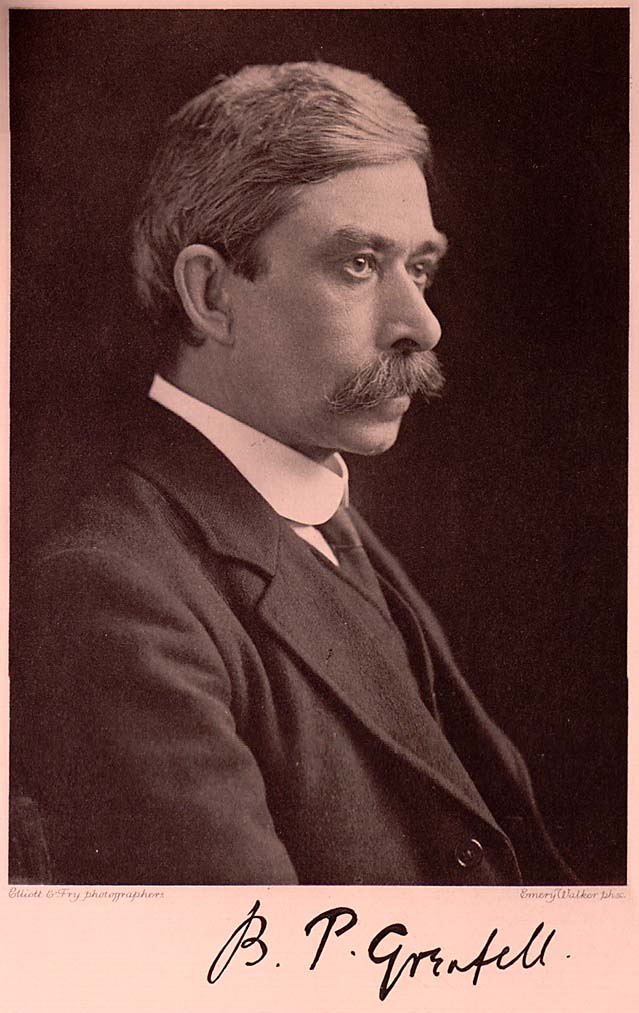
Bernard Pyne Grenfell.

Bernard Pyne Grenfell (Birmingham, 16 de diciembre de 1869– Perth (Escocia), 18 de mayo de 1926) fue un científico y egiptólogo inglés, miembro del Queen's College, Oxford. 
Junto a su amigo y colega, Arthur Surridge Hunt, participó en la excavación arqueológica de Oxirrinco y descubrió diversos manuscritos antiguos conocidos como los Papiros de Oxirrinco. Entre ellos se encuentran algunos de los más antiguos ejemplares conocidos del Nuevo Testamento y la Septuaginta. Otros importantes hallazgos incluyen obras desconocidas de conocidos autores clásicos y miles de textos documentales de tipo bíblico.
Al encontrarse con unas copias desconocidas de la "Logia de Jesús", Logia Jesu, dichos o palabras de Jesucristo (Evangelio apócrifo de Tomás) y otros fragmentos del Evangelio de Mateo, Grenfell escribió en su diario de 1897:
"Durante nuestra anterior estancia en la zona, respetamos el montículo adyacente al actual cementerio mahometano porque en su cima había varias tumbas, entre ellas la de un jeque venerado como santo. No obstante, una de la laderas de ese montículo lindaba con un estrato del terreno que contenía numerosos papiros de los siglos II y IV, y debajo de él, otro estrato con vestigios del siglo I. Una característica interesante de los papiros hallados en los estratos superiores es la gran cantidad de fragmentos literarios que contienen, sobre todo, pasajes de obras clásicas o teológicas, y algunos escritos en latín."
En 1908, ocupó plaza de profesor de papirología en Oxford y tomó parte en la edición de los papiros de Oxirrinco (Oxyrhynchus Papyri: 9 volúmenes desde 1897 a 1912) , la primera edición de Papyrus Revenue Laws y otras obras similares.

## Publicaciones
- B P. Grenfell, A. S. Hunt, Sayings of Our Lord from an early Greek Papyrus (Egypt Exploration Fund; 1897).
- B. P. Grenfell, A. S. Hunt, and D. G. Hogarth, Fayûm Towns and Their Papyri (London 1900).